# Kanton Nemours
Kanton Nemours is een kanton van het Franse departement Seine-et-Marne. Het kanton maakt deel uit van het arrondissement Fontainebleau. Het heeft een oppervlakte van 694.95 km² en telt 59 228 inwoners in 2017, dat is een dichtheid van 85 inwoners/km².

## Gemeenten
Het kanton Nemours omvatte tot 2014 de volgende 17 gemeenten:
- Bagneaux-sur-Loing
- Bourron-Marlotte
- Châtenoy
- Chevrainvilliers
- Darvault
- Faÿ-lès-Nemours
- Garentreville
- La Genevraye
- Grez-sur-Loing
- Montcourt-Fromonville
- Nanteau-sur-Lunain
- Nemours (hoofdplaats)
- Nonville
- Ormesson
- Poligny
- Saint-Pierre-lès-Nemours
- Treuzy-Levelay

Door de herindeling van de kantons bij decreet van 18 februari 2014, met uitwerking in maart 2015 werd het kanton uitgebreid tot 51 gemeenten. 
Op 1 januari 2019 werden de gemeenten Villemaréchal en Saint-Ange-le-Viel samengevoegd tot de fusiegemeente (commune nouvelle) Villemaréchal. Het kanton omvat sindsdien volgende 50 gemeenten:
- Arville
- Aufferville
- Bagneaux-sur-Loing
- Beaumont-du-Gâtinais
- Blennes
- Bougligny
- Bransles
- Chaintreaux
- Château-Landon
- Châtenoy
- Chenou
- Chevrainvilliers
- Chevry-en-Sereine
- Darvault
- Diant
- Dormelles
- Égreville
- Faÿ-lès-Nemours
- Flagy
- Garentreville
- La Genevraye
- Gironville
- Grez-sur-Loing
- Ichy
- Larchant
- Lorrez-le-Bocage-Préaux
- La Madeleine-sur-Loing
- Maisoncelles-en-Gâtinais
- Mondreville
- Montcourt-Fromonville
- Montigny-sur-Loing
- Montmachoux
- Nanteau-sur-Lunain
- Nemours
- Noisy-Rudignon
- Nonville
- Obsonville
- Ormesson
- Paley
- Poligny
- Remauville
- Saint-Pierre-lès-Nemours
- Souppes-sur-Loing
- Thoury-Férottes
- Treuzy-Levelay
- Vaux-sur-Lunain
- Villebéon
- Villemaréchal
- Villemer
- Voulx